# Питодорида Понтска
Питодорида Понтска(грч. Πυθοδωρίδα or Πυθοδωρίς; 30. п. н. е или 29. п. н. е. - 38) је била римски вазал и краљица Понтске краљевине, Босфорског краљевства, Киликије и Кападокије.

## Владавина
Питодорида се око 14. године п. н. е. удала за Полемона I. Удајом за њега постала је краљица Понтске краљевине и Босфорског краљевства. Полемонова прва жена је умрла, и он са њом није имао деце. Питодорида и Полемон су имали троје деце (2 сина и 1 ћерку).
Полемон I је умро 8. године п. н. е. и Питодорида је остала да самостално влада државом све до своје смрти. Успела је да задржи област Колхиду на западу Црног мора, као и област Киликију на обали Средоземног мора, међутим власт над Босфорским краљевством је изгубила.
После Полемонове смрти, Питодорида се преудала за краља Архелаја Кападокијског. Браком са Архелајем, постала је краљица римске вазалне краљевине Кападокије. Са њим није имала деце. После његове смрти, 17. године, Кападокија постаје римска провинција. Питодорида се враћа у Понт, којим је наставила да влада самостално.
У каснијим годинама Полемон II је помагао мајци у управљању државом, а после њене смрти он постаје владар Понтске краљевине.